# Laura J. Mixon
Œuvres principales
- Série Avatars Dance

Laura J. Mixon, née le 8 décembre 1957 à Roswell au Nouveau-Mexique, est une écrivaine de science-fiction américaine et une ingénieure chimiste et environnementale. Elle a commencé à publier en 2011 sous le nom de plume M. J. Locke,. Sous ce nom, elle est l'une des rédactrices du blog du groupe Eat Our Brains.
Laura J. Mixon écrit à propos de l'impact de la technologie et des changements environnementaux sur l'identité personnelle et les structures sociales. Son travail a fait l'objet d'études universitaires sur l'intersection de la technologie, du féminisme et du genre. Elle a également expérimenté la narration interactive (en), en collaboration avec le concepteur de jeux Chris Crawford. Elle a remporté le prix Hugo 2015 du meilleur écrivain amateur pour ses reportages sur les activités en ligne de Benjanun Sriduangkaew.

## Biographie
Laura J. Mixon est née le 8 décembre 1957 et est devenue ingénieure chimiste et environnementale. Dans les années 1980, elle a pris une pause  pour servir dans les Peace Corps en Afrique de l'Est. Son premier livre, Astropilots, a été publié dans le cadre d'une série pour jeunes adultes par Scholastic/Omni books en 1987. Son deuxième roman, Glass Houses, a été initialement publié en série dans Analog Magazine en 1991; il a été publié par Tor Books l'année suivante. Elle a écrit ensuite Proxies, situé dans le même univers que Glass Houses, mais avec une portée plus grande. Burning the Ice continue l'histoire commencée dans Proxies, mais se déroule bien après que le vaisseau de la colonie ait quitté la Terre.
Laura J. Mixon est mariée à l'écrivain de SF Steven Gould, avec qui elle a collaboré au roman Greenwar. Ils vivent à Albuquerque, Nouveau-Mexique et ont deux filles.
Laura J. Mixon a remporté le prix Hugo 2015 du meilleur écrivain amateur pour un essai en ligne qui décrivait le comportement  d'une femme connue comme étant une troll de gauche. Lassée des invectives en ligne de Benjanun Sriduangkaew,, elle publie un article détaillant ses activités en ligne sous les pseudonymes « Requires Hate » et « Winterfox » qu'elle utilise pour produire des critiques de publications de science-fiction qu'elle juge raciste et sexiste,.
George R. R. Martin a fait l'éloge de « l'exposé détaillé, éloquent et dévastateur de Mixon sur le troll Internet venimeux mieux connu sous le nom de « Requires Hate » et « Winterfox », le qualifiant de «formidable article de journalisme, un article important qui parle de questions d'importance croissante au fandom à l'ère d'Internet » .

## Œuvres

### SérieAvatars Dance
1. (en) Glass Houses, 1992
2. (en) Proxies, 1998
3. (en) Burning the Ice, 2002

### Romans indépendants
- (en) Astro Pilots, 1987
- (en) Greenwar, 1997Écrit avec Steven Gould.
- (en) Up Against It, 2011Sous le nom de M. J. Locke.

### SérieWild Cards
1. (en) Card Sharks, 1993Anthologie de nouvelles écrites avec Michael Cassutt, Stephen Leigh, Victor Milán, Kevin Andrew Murphy (en), Melinda Snodgrass, William F. Wu et Roger Zelazny
2. (en) Marked Cards, 1994Anthologie de nouvelles écrites avec Leanne C. Harper, Stephen Leigh, Victor Milán, Walton Simons, Melinda Snodgrass, Sage Walker (en) et Walter Jon Williams

### Autres nouvelles
- (en) At Tide's Turning, 2001Parue dans Asimov's Science Fiction
- (en) True North, 2011Sous le nom de M. J. Locke. Parue dans Welcome to the Greenhouse, édité par Gordon van Gelder
- (en) Ripple Effects[7], 2021Parue en ligne dans le cadre de la série Wild Cards

### Non-fiction
- (en) A Pilgrim's Progress: My Experiments with a New Interactive Storytelling Technology, 1997Parue dans The SFWA Bulletin
- (en) Writing on the Edges: The Science in Science Fiction, 1999Parue dans The SFWA Bulletin
- (en) A Report on Damage Done by One Individual Under Several Names[8], 2001Parue dans sur Mixon's LiveJournal